# Лір (ірландська міфологія)

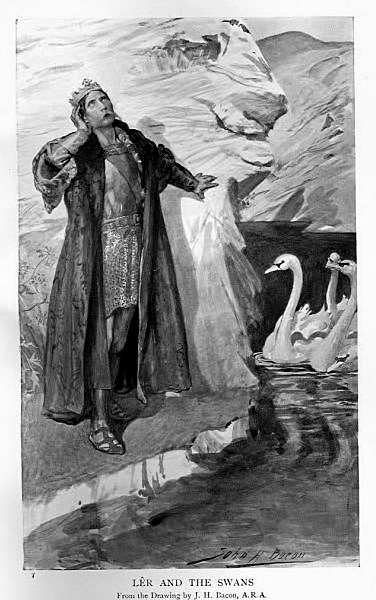
Лір і його діти-лебеді. Ілюстрація з видання Celtic Myth and Legend, (1905)

Лір (в давньоірландській lir — це родовий відмінок від lear, що означає море) персонаж міфологічного циклу давньоірландських саг, втілення Моря-Океану, представник Народу богині Дану, покоління, що передувало появі людей в Ірландії. Найбільш відомий як батько Мананнана, що успадкував риси морського божества, та інших чотирьох дітей, відомих з казки Діти Ліра.
Претендував на першість серед свого народу, але стати королем Туата Де Дананн, королем-вигнанцем, судилося лише його сину, Мананнану. Від свого суперника, короля Бобд Дерга, Лір отримав у дружини двох його дочок. Від першої народилися троє синів і донька, однак їх мати померла. Друга ж, Аойфе, ревнувала через взаємну любов її чоловіка та дітей від першого шлюбу. За допомогою чарів вона перетворила своїх племінників і племінницю на чотирьох лебедів.
Також із фігурою Ліра пов'язують валлійського Лліра відомого зі створеного в XI—XIII століттях Мабіногіону, а саме частини, що зветься «Бранвен, дочка Лліра». Натомість лише подібність імені пов'язує це морське божество з королем Ліром, відомим із псевдоісторичної Історії королів Британії та однойменної трагедії Вільяма Шекспіра.